# Ytter-Åtjärnen
Ytter-Åtjärnen är en sjö i Åsele kommun i Lappland och ingår i Gideälvens huvudavrinningsområde.